# Libonektes
Libonectes (z gr. libo – wiatr południowo-zachodni + nectes – pływak) – rodzaj plezjozaura, żyjącego pod koniec kredy (turon, około 90 milionów lat temu). Nazwa zwierzęcia nawiązuje do południowo-zachodnich obszarów Stanów Zjednoczonych (Teksas i Kansas), gdzie znaleziono jego szczątki.
Rodzaj Libonectes zawiera w sobie pojedynczy gatunek, Libonectes morgani, nazwany na cześć swojego odkrywcy, Charlesa Gilla Morgana.
Dysponujemy nielicznymi szcztkami zwierzęcia, w tym czaszką, żuchwą (mierzącą 45 cm), kręgami, oraz gastrolitami, połkniętymi przez tego gada.